# 式守伊之助 (2代)
2代 式守 伊之助（にだい しきもり いのすけ、生没年不詳）は、大相撲の立行司。本名、出身地ともに不明。

## 人物
初代伊之助の弟子。天明3年（1783年）11月、式守見蔵（初代）が初見。寛政5年（1793年）10月、2代式守伊之助を襲名。翌6年3月次席に昇進した。一時、伊勢ノ海太鼓訴訟事件で姿を消したが、復帰後に式守与太夫（初代）と改めた。文化11年（1814年）4月から再び伊之助を名乗った。文政2年（1819年）11月が最終場所で、その後の経歴は不明。4代伊之助は息子。